# Jewgeni Iwanowitsch Tschasow

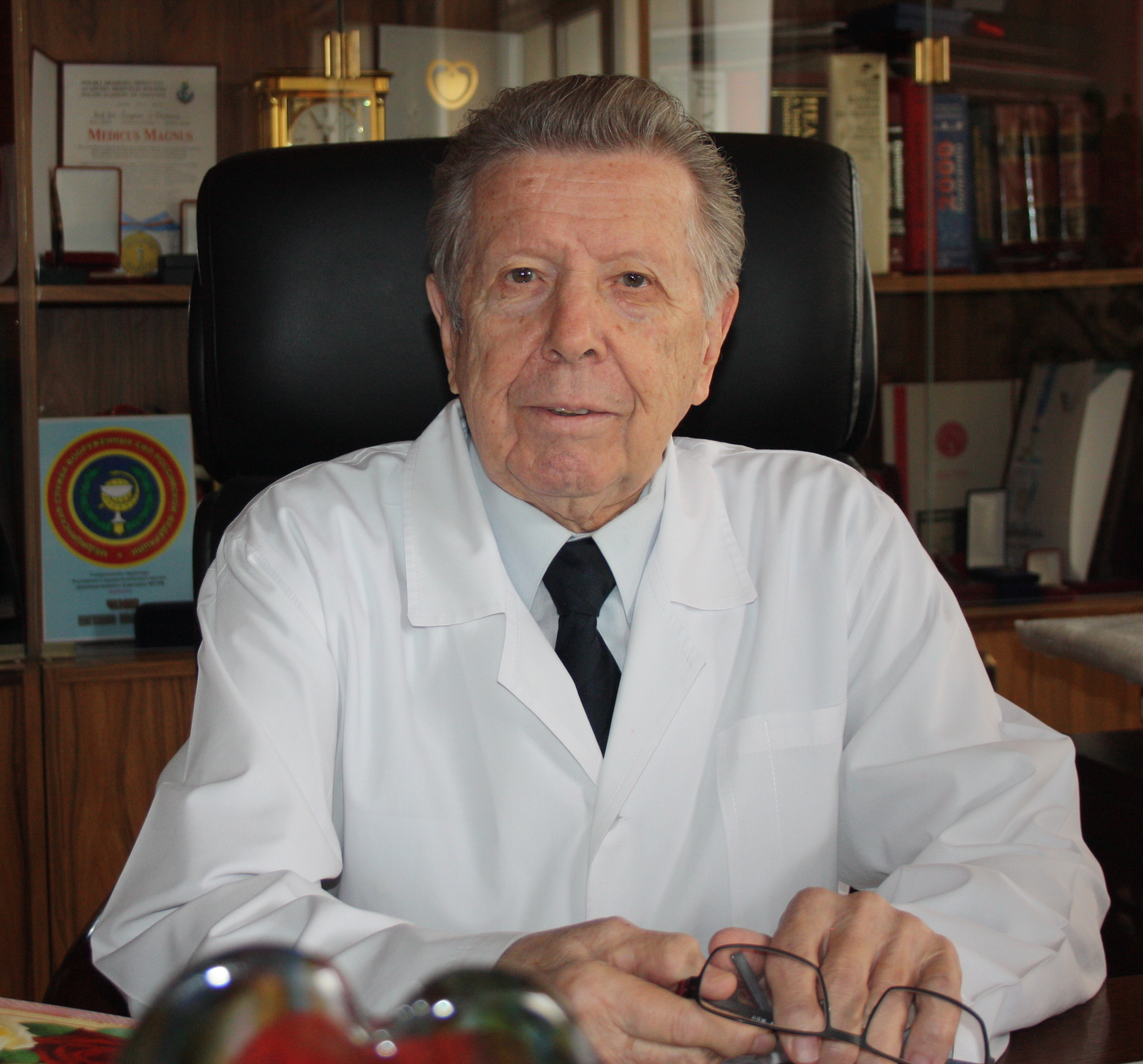
Jewgeni Tschasow (2014)

Jewgeni Iwanowitsch Tschasow (russisch Евгений Иванович Чазов; * 10. Juni 1929 in Nischni Nowgorod, Sowjetunion; † 12. November 2021) war ein russischer Kardiologe und ehemaliger Gesundheitsminister der Sowjetunion.

## Leben

### Ausbildung
Tschasow stammte aus einer jüdischen Familie. Er studierte Medizin am Medizinischen Institut der St.-Wladimir-Universität in Kiew (ab 1992: Nationale Medizinische Oleksandr-Bohomolez-Universität).
Nach Abschluss seines Studiums wurde er als Praktikant von Alexander Leonidowitsch Mjasnikow (1899–1965) am 1. Moskauer Medizinischen Institut angenommen. 1956 wurde er promoviert und 1963 habilitierte er sich.

### Berufsleben
Ab 1959 arbeitete Tschasow am Institut für Therapie der Akademie der Medizinischen Wissenschaften der UdSSR.
1963 wurde er stellvertretender Direktor für wissenschaftliche Arbeiten, obwohl er für diesen Posten noch sehr jung war.
Ab 1965 hatte er eine Professur inne und leitete das Institut für Kardiologie.
Von 1976 bis 1982 betrieb Tschasow die Gründung des Kardiologischen Wissenschaftszentrum der Akademie der Medizinischen Wissenschaften der UdSSR.
Er wurde 1982 Direktor dieses Zentrums.
Tschasow behandelte in seiner Berufslaufbahn viele politische Führungspersönlichkeiten nicht nur der Sowjetunion, sondern auch der anderen sozialistischen Länder.
Zu seinen Patienten gehörten viele prominente Wissenschaftler, Schriftsteller, Künstler wie Mstislaw Wsewolodowitsch Keldysch, Andrei Nikolajewitsch Tupolew, Michail Kusmitsch Jangel, Dmitri Dmitrijewitsch Schostakowitsch, Dawid Fjodorowitsch Oistrach, Michail Alexandrowitsch Scholochow, Konstantin Michailowitsch Simonow, Sergei Jakowlewitsch Lemeschew.

## Forschungsinteressen und -ergebnisse
Tschasow forschte auf dem Gebiet der Kardiologie. Bis zum Jahr 1959 starb jeder zweite Herzinfarkt-Patient. Tschasow revolutionierte die Behandlung dieser Patienten. Er setzte bereits im vorklinischen Stadium thrombolytische Medikamente ein. Er schuf ein Behandlungssystem mit spezialisierten Krankenwagen, Intensivstationen und baute ein Rehabilitationssystem auf.
In den 1960er Jahren entwickelte er eine Thrombolyse-Methode für Patienten mit Herzinfarkt. Er testete die Sicherheit seiner Methode zuerst an sich selbst.
1974 setzte Tschasow als Erster die intrakoronare Verabreichung ein. 1979 entdeckte er die Mechanismen des Kreatinphosphatweges der Energieübertragung im Herzmuskel. Tschasow entwickelte eine Therapie für Patienten mit Herz-Kreislauf-Erkrankungen, die deren Arbeitsfähigkeit wieder herstellte.
Als Gesundheitsminister reformierte Tschasow die Arbeit des Gesundheitsministeriums. Er schuf ein Netzwerk von Diagnosezentren, von Kindereinrichtungen, von Versorgungseinrichtungen der Intensivmedizin und überarbeitete das Gesetz über die psychiatrische Versorgung.

## Ämter, Mitgliedschaften
Tschasow war Mitglied der Russischen Akademie der Wissenschaften und der Russischen Akademie der Medizinischen Wissenschaften.
Bereits 1963, mit 37 Jahren, wurde Tschasow zum Korrespondierenden Mitglied der Akademie der Medizinischen Wissenschaften empfohlen.
Daneben wurde er zum Präsidenten des IX. Internationalen Kongresses für Kardiologie und des Ersten Internationalen Kongresses für Präventive Kardiologie gewählt.
Von 1968 bis 1986 war er Stellvertretender und von 1987 bis 1990 Gesundheitsminister der Sowjetunion.
Bis 1991 war Tschasow Mitglied der Kommunistischen Partei der Sowjetunion.
Ab 2008 war Tschasow Mitglied des Expertenrats des Ministeriums für Gesundheit und soziale Entwicklung der Russischen Föderation und Chefkardiologe des Ministeriums für Gesundheit und soziale Entwicklung der Russischen Föderation.

## Preise, Auszeichnungen, Orden, politische Tätigkeit
Tschasow erhielt zahllose Orden, Medaillen, Auszeichnungen, Premien, Ehrendoktortitel, Ehrenbürgerschaften, Ehrenmitgliedschaften.
Hier werden nur einige davon aufgezählt:
Tschasow wurde dreimal der Staatspreis der UdSSR verliehen:
- 1969: für die Umsetzung eines Systems zur Behandlung von Patienten mit Myokardinfarkt
- 1976: für die Entwicklung einer Therapie für Patienten mit Herz-Kreislauf-Erkrankungen
- 1991: für die Entwicklung spezieller Behandlungstechniken

1978 wurde Tschasow Held der sozialistischen Arbeit. Ihm wurde viermal der Leninorden verliehen: 1969, 1976, 1978 und 1981.
Tschasow war an der Gründung der Vereinigung Internationale Ärzte für die Verhütung des Atomkrieges (IPPNW) beteiligt. 1985 erhielt die IPPNW den Friedensnobelpreis. Zusammen mit Bernard Lown nahm Tschasow für die IPPNW den Nobelpreis entgegen und hielt in Oslo die Dankesrede und die Nobelpreis-Vorlesung. Gegen die Verleihung protestiert hatten Bundeskanzler Helmut Kohl und andere deutsche Politiker, da Taschasow 1973 zu den Unterzeichnern eines kritischen Briefs gegen den Dissidenten und späteren Friedensnobelpreisträger Andrei Sacharow gehört hatte. Das Nobelkomitee räumte ein, man sei über den fraglichen Brief „sehr unglücklich“.
Die Weltgesundheitsorganisation würdigte 1997 die Verdienste von Tschasow und verlieh ihm den Preis der Léon-Bernard-Stiftung mit der Medaille „Für herausragende Leistungen im Bereich der öffentlichen Medizin“. Das Internationale Biographische Zentrum (Moskau) zeichnete Tschasow als „Mann des Jahrhunderts“ aus. 2003 erhielt Tschasow die Lomonossow-Goldmedaille für seinen grundlegenden Beitrag zur Entwicklung der Kardiologie. 2004 erhielt Tschasow zusammen mit seinem Team den Staatspreis der Russischen Föderation im Bereich Wissenschaft und Technologie für die Entwicklung und Einführung eines neuen Antiarrhythmikums „Nibentan“ in der Praxis.
Tschasow erhielt den Verdienstorden für das Vaterland Stufe I (2009), II (2004), III (2014), IV (2019). Tschasow erhielt den Ordre des Palmes Académiques, Frankreich, und Orden der Länder Serbien, Montenegro, Polen und der Republik Moldau.
Tschasow wurde zum Ehrenmitglied vieler ausländischer medizinischer Gesellschaften gewählt, darunter die American Heart Association, die Society of Cardiology of Great Britain, die Swedish Scientific Medical Society und andere. Tschasow wurde zum Ehrenmitglied der Akademie der Wissenschaften von Ungarn, Bulgarien, Serbien, Tadschikistan, der DDR, der Akademie der Medizinischen Wissenschaften von Mexiko, Kolumbien, Polen, Rumänien und der Internationalen Akademie der Medizin gewählt.
Tschasow war Ehrenbürger von Nischni Nowgorod, Russland, und Bischkek, Kirgisistan.
Tschasow war Honorarprofessor der Lomonossow-Universität Moskau und Ehrendoktor der Wissenschaften der Militärmedizinischen Akademie S. M. Kirow, der Karls-Universität, der Friedrich-Schiller-Universität Jena, der Jagiellonen-Universität Krakau, der Queens University Kanada, der Universität Belgrad, Medizinische Universität Odessa Ukraine, der Kasachischen Nationalen Medizinischen Universität, der Nicolae-Testemițanu-Universität für Medizin und Pharmazie Republik Moldau. Tschasow war Verdienter Wissenschaftler der Russischen Föderation, von Usbekistan, und von Kirgisistan.

## Familie
Tschasow war dreimal verheiratet und hatte zwei Töchter, die beide Medizinerinnen sind. Seine Tochter Irina Tschasowa (* 1961) ist Mitglied der Russischen Akademie der Wissenschaften.

## Veröffentlichungen (Auswahl)
- Хоровод смертей. Брежнев, Андропов, Черненко (Horovod smertey. Brezhnev, Andropov, Chernenko deutsch: Ein Reigen der Toten. Breschnew, Andropow, Tschernenko), 2015, ISBN 978-5-4444-2510-7
- Advances in Myocardiology: Volume 4,  Springer; Softcover reprint of the original 1st ed. 1983 Edition, 2013, ISBN 978-1-4757-4443-9
- Thrombosis and Thrombolysis, Springer; Softcover reprint of the original 1st ed. 1986 Edition, 2013, ISBN 978-1-4684-1661-9
- Как уходили вожди. Записки главного врача кремля (Kak uhodili vozhdi. Zapiski glawnogo vratscha Kremlja, deutsch: Wie die Führer gegangen sind. Notizen des Chefarztes des Kreml), Eksmo, 2012, ISBN 978-5-699-54347-2
- Здровье и власть (Zdorove i vlast, deutsch: Gesundheit und Macht), ISBN 978-5-9704-1263-3
- Cardiology Reviews 1: Human Atherosclerosis, Harwood-Academic Publishers, 1987, ISBN 978-3-7186-0349-7
- Cardiology: An International Perspective Volume 1, Springer; 1. Edition, 1984, ISBN 978-0-306-41709-2
- Jewgeni Tschasow, Leonid Iljin, Angelina Guskowa: Nuklearkrieg: Medizinisch-biologische Folgen. Standpunkt der sowjetischen Mediziner. Moskau 1984.
- Vessel Wall in Athero- and Thrombogenesis: Studies in the USSR, Springer Berlin Heidelberg; Softcover reprint of the original 1st ed. 1982 Edition, 1982, ISBN 978-3-540-11384-3
- Advances in Myocardiology: Volume 3, Springer; 1. Edition, 1982, ISBN 978-0-306-40876-2
- Myocardial Infarction, 1977, ISBN 978-0-88416-119-6